# Antigos sarcófagos romanos

O sarcófago de Ludovisi, um exemplo das cenas de batalha favorecidas durante a Crise do Terceiro Século: os romanos e godos "contorcidos e altamente emotivos" preenchem a superfície em uma composição compacta e anticlássica

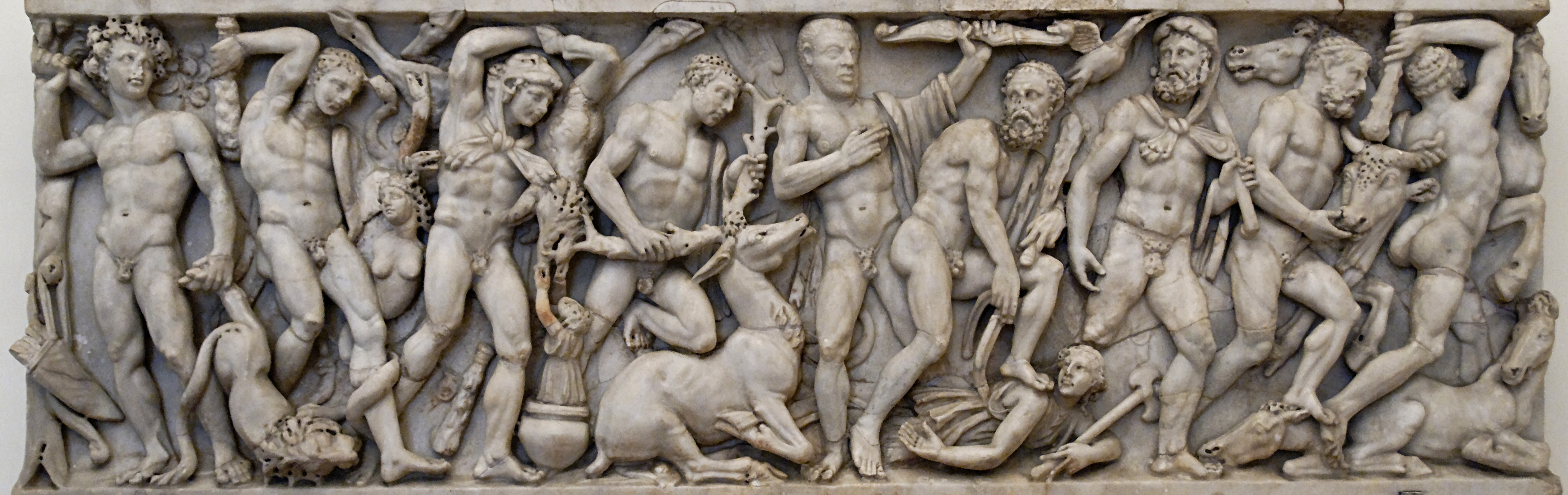
Sarcófago do século III representando os Trabalhos de Hércules, um tema popular para sarcófagos

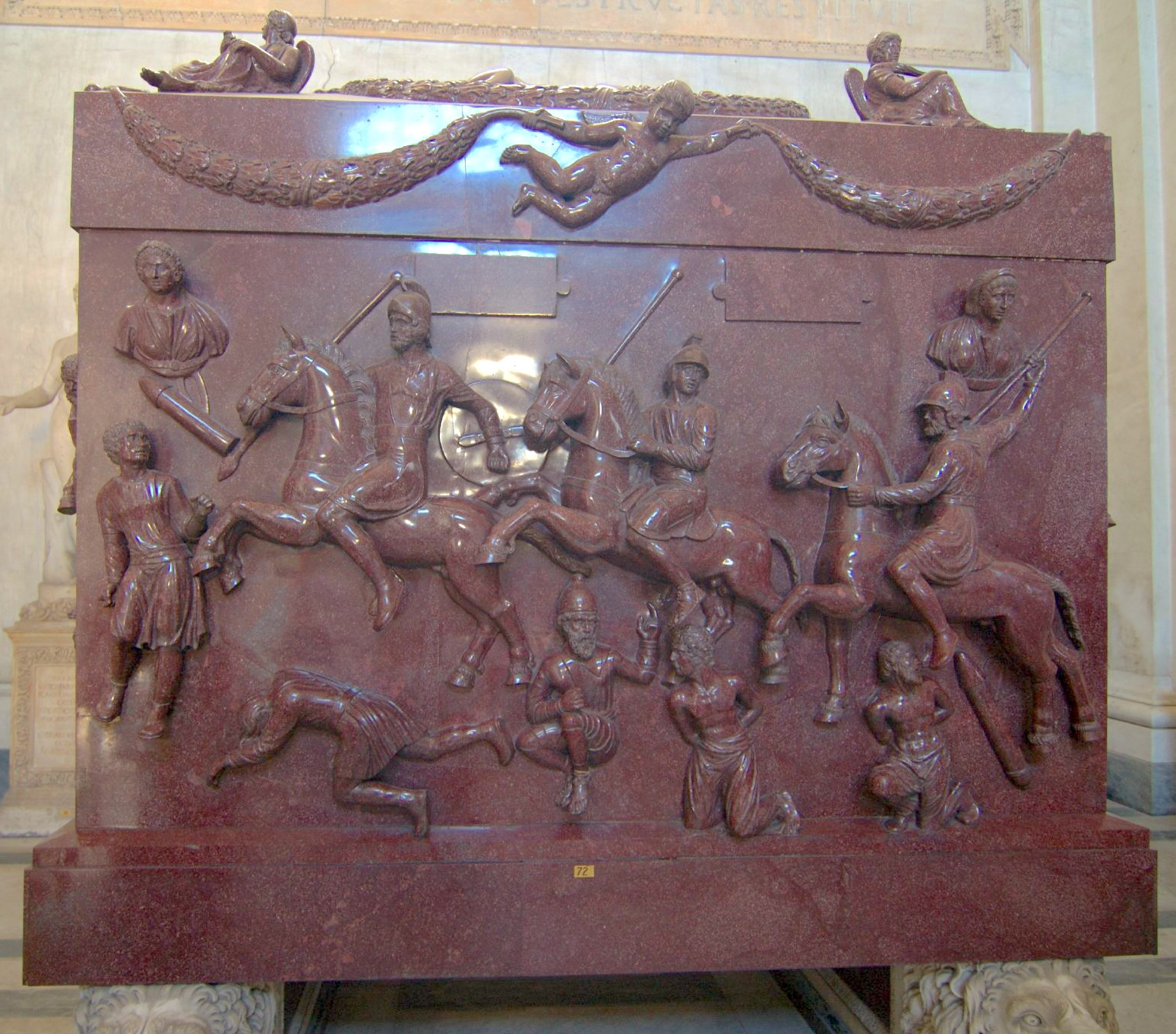
Sarcófago de Helena (m. 329) em pórfiro

Nas práticas funerárias da Roma antiga e na arte funerária romana, os sarcófagos de mármore e calcário elaboradamente esculpidos em relevo eram característicos dos sepultamentos de elite do século II ao século IV d.C. Sobreviveram pelo menos 10.000 sarcófagos romanos. Foram encontrados fragmentos que possivelmente representam até 20.000 sarcófagos. Apesar de as cenas mitológicas terem sido amplamente estudadas, o relevo representado nos sarcófagos constitui "a fonte mais rica da iconografia romana"  e também representa a ocupação ou o curso de vida do falecido, cenas militares e outros temas. As mesmas oficinas produziram sarcófagos com imagens judaicas ou cristãs. Os sarcófagos cristãos primitivos produzidos a partir do final do século III em diante representam a forma mais antiga da grande escultura cristã e são importantes para o estudo da arte cristã primitiva.
Feitos principalmente em algumas cidades grandes, incluindo Roma e Atenas, eram exportados para outras cidades. Noutros lugares, a estela de lápide era mais comum. Estavam reservadas à elite, caras, especialmente nos poucos exemplares esculpidos de forma muito elaborada; a maioria era sempre relativamente simples, com inscrições ou símbolos, como guirlandas. Os sarcófagos dividem-se em vários estilos, de acordo com a área de produção. Os "romanos" eram feitos para ficarem encostados a uma parede, e um lado era deixado sem ser esculpido, enquanto os "áticos" e outros tipos eram esculpidos em todos os quatro lados; mas os lados curtos eram geralmente menos elaboradamente decorados em ambos os tipos.
Muito poucos sarcófagos com relevos são conhecidos em Roma antes do século I, e durante toda a era republicana e até ao início do Império a forma predominante de enterramento em Roma era a incineração (ou cremação): o ritual funerário implicava colocar as cinzas do defunto em urnas funerárias, que na era da Dinastia Júlio-Claudiana apresentavam frequentemente uma decoração de grinalda.
Existem, no entanto, raros exemplos de enterramento em sarcófagos: o sarcófago de Lucius Cornelius Scipio Barbatus, conservado em Roma nos Museus do Vaticano - Museu Pio-Clementino constitui um dos raros exemplos da época republicana. Em peperino, a parte frontal apresenta uma decoração sóbria que retoma alguns elementos das ordens clássicas gregas e a inscrição com o nome do defunto.
O exemplo mais antigo de sarcófagos de mármore com decoração esculpida, encontrado em Roma, é o Sarcófago Caffarelli do século I, que se conserva nos Museus de Berlim. Trata-se de um sarcófago em forma de arca com moldura fina, decorado nos lados curtos com grinaldas pendentes em bucrania com jarras de sacrifício e paterae no meio, e nos lados curtos com um candelabro entre rebentos de louro: o estilo indica a época de Cláudio, mas é um exemplar isolado, influenciado por modelos da Ásia Menor, como nos levam a pensar tanto o repertório decorativo de grinaldas como a disposição da decoração nos quatro lados.
A cremação era o meio predominante de descarte de restos mortais na República Romana. Cinzas contidas em urnas cinerárias e outros recipientes monumentais eram colocadas em túmulos. A partir do século II d.C., a inumação tornou-se mais comum e, depois que o Império Romano ficou sob o domínio cristão, tornou-se uma prática padrão. O Sarcófago de Lúcio Cornélio Cipião Barbato é um raro exemplo de uma construção muito anterior. Um sarcófago, que significa "comedor de carne" em grego, é um caixão de pedra usado para sepultamentos por inumação. Os sarcófagos eram encomendados não apenas para a elite da sociedade romana (cidadãos maduros do sexo masculino), mas também para crianças, famílias inteiras e esposas e mães amadas. Os sarcófagos mais caros eram feitos de mármore, e também eram usadas outras pedras, chumbo e madeira. Junto com a variedade de materiais de produção, havia uma variedade de estilos e formas, dependendo de onde o sarcófago foi produzido e para quem era produzido.

### Difusão no século II
Houve uma alteração no ritual funerário que ocorreu entre o final da era de Trajano (98-117) e o início da era de Adriano (117-138), quando a cremação é gradualmente substituída pela inumação. Como salientou Rodenwaldt, esta mudança na forma de enterrar os mortos é consequência dos contactos cada vez mais próximos com o Mediterrâneo Oriental; aqui (da Grécia à Ásia Menor, à Síria, ao Egipto) uma série de crenças religiosas pagãs relativas à imortalidade da alma, prescreviam o cuidado e a preservação do corpo com vista ao renascimento numa vida futura.
Durante o reinado de Adriano, impulsionado pelos gostos pessoais do próprio imperador, criou-se um clima artístico e cultural que tomou a Grécia clássica como modelo, e assim os sarcófagos em mármore pentélico produzidos em Atenas, mas também aqueles provenientes do Proconeso e da Ásia Menor em diferentes qualidades de mármore branco, espalharam-se rapidamente na Itália.
Quanto à morfologia, são de diferentes tipos:
- uma kliné com as figuras do defunto deitadas na tampa,
- Asiáticos em bancas e colunas,
- caixa paralelepipédica com tampa de frontão,
- uma lenòs (ou banheira, ou bacia).

Dado o elevado custo do material, a que se deve somar o custo do transporte marítimo, o sarcófago é um objeto precioso, que pressupõe um cliente com recursos financeiros consideráveis. Os sarcófagos chegaram ao seu destino como produtos semiacabados, apenas com a decoração esboçada. As oficinas locais de Roma desenvolveram-se rapidamente, influenciadas pelos artesãos originais dos vários países de onde vieram os sarcófagos, e cuidaram da conclusão do acabamento dos artefactos semiacabados, com base em protótipos originais, cujo estilo tentavam imitar o mais possível.
Os sarcófagos produzidos em Itália são trabalhados num lado comprido e nos dois lados curtos, enquanto os de fabrico grego e oriental são sempre decorados nos quatro lados; a origem da diferença reside no facto de na Grécia e no Oriente o sarcófago ser colocado no centro da câmara funerária ou heroon, enquanto em Roma estava alinhado ao longo das paredes da câmara.
Ao mesmo tempo, desenvolveu-se uma produção de sarcófagos em mármore de Luni, cujo repertório figurativo deriva dos Pintura do século IV a.C. e do helenismo. O mais antigo sarcófago romano que pode ser datado com alguma segurança (para além do problemático sarcófago de Caffarelli da era Júlio-Cláudia) é o sarcófago de Caio Bellicus Natalis Tebanianus no Camposanto de Pisa, datado de cerca de 110 d.C.
Expressão característica da arte adriânica, o friso esculpido conheceu um florescimento notável: nos primeiros exemplares que datam do século II, os motivos do thiasos Báquico foram acrescentados às grinaldas, bem como os motivos das crianças alegres na festa da Antesteria (modelos derivados da torêutica arte helenística, estilo neo-ático), do ciclo de Orestes e dos Nióbidas (modelos retirados da pinturas helenísticas).
O destino trágico da morte é simbolizado pela mitologia (Meleagro, Medeia, Alceste). As cenas de luta recorrem nas agitadas gigantomaquias da tradição Pergaminho (como no sarcófago de Amendola), no rapto de Leucípides, na história de Peleu e Tétis; a vida após a morte e as alegrias do outro mundo são representadas pelo thiasos com Baco e Ariadne, enquanto a procissão de Tritões e Nereidas acompanha a alma do defunto. máscaras cómicas e trágicas inserem-se entre grinaldas e festões, alegorias da vida como teatro.
Nos sarcófagos lenòs, aparecem frequentemente as estrias em forma de "S" e os protómos de leão nos cantos; a forma e a decoração, simbolizando a fermentação das uvas, são alusivas às crenças dionisíacas sobre a imortalidade da alma.
No primeiro período da Antonini as formas tornam-se maciças e duras e exaltam o classicismo anterior num sentido "barroco"; a composição evolui para um friso denso, o peito torna-se mais comprido, a tampa mantém vestígios da forma do frontão grego. Durante o mesmo período, a produção e difusão de sarcófagos produzidos na Ásia Menor desenvolveu-se também nas regiões ocidentais do império. O sarcófago de Melfi é um dos exemplos mais antigos e valiosos que testemunham este fenómeno.

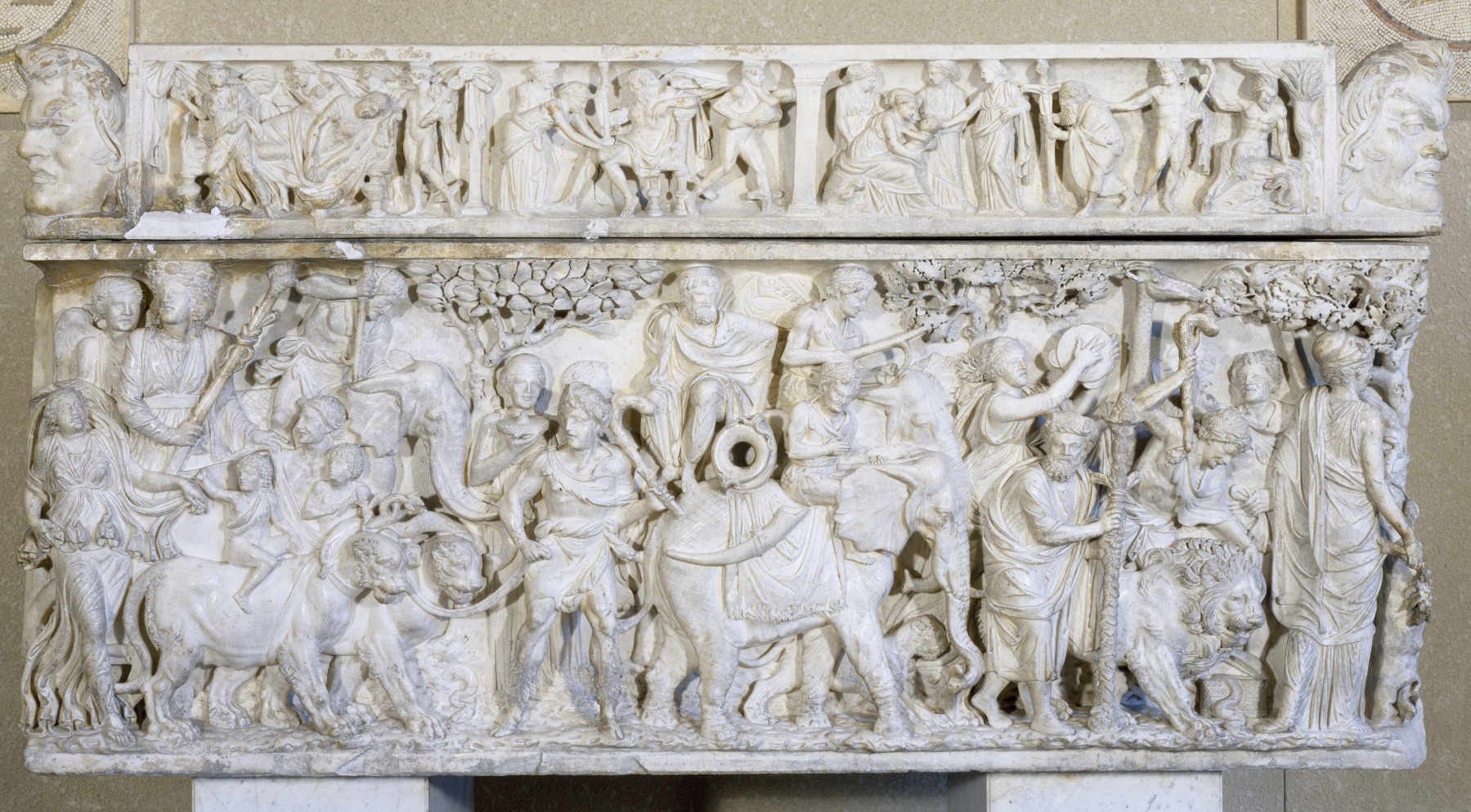
O Sarcófago com o Triunfo de Dionísio é um bom exemplo de sarcófago de estilo romano metropolitano, com tampa plana, decoração de três lados e cenas dionisíacas da mitologia grega

### Sarcófago de Velletri
O “Sarcófago de Velletri” (século II) resume – como Bernard Andreae demonstrou – da forma mais completa o conjunto de ideias escatológicas em que se estrutura o simbolismo dos sarcófagos cristãos no século III. Na verdade, ela conta uma história que foi tema de uma tragédia de Eurípides: a rainha Alceste, esposa do rei Admeto, sacrificou a sua vida para salvar a do marido, mas pela nobreza do seu gesto foi trazida de volta do reino dos mortos graças à intervenção de Hércules.
Na base deste mito está a crença na imortalidade da alma, que chegaria, após a morte física, a uma vida após a morte com a qual existe a possibilidade de comunicação através do amor; Na vida, o homem é como um ator que desempenha um papel (há elementos teatrais e máscaras no sarcófago) e tem de suportar com força as provações que o destino lhe impõe (como Hércules). Não deve opor-se aos deuses, mas, pelo contrário, demonstrar o seu respeito e comportar-se com paciência e humanidade. Nereidas, tritões ou águias são os companheiros das Ilhas dos Bem-Aventurados. No sarcófago de Velletri todos estes conceitos são reunidos e expressos através de símbolos e alegorias.
No final do século II, durante o reinado de Cómodo (180-192), pode observar-se uma mudança decisiva na arte romana oficial com a evolução de uma nova linguagem estilística e iconográfica, que se reflecte também na produção de sarcófagos: a plasticidade do relevo dissolve-se em favor dos efeitos ópticos e ilusionistas, enquanto tendência para uma nova disposição das massas e a expressividade acentua-se especialmente nas cabeças e nos movimentos. O peito desenvolve-se em altura e isso permite uma nova disposição mais pictórica das figuras, retirada da escultura triunfal, com uma reutilização livre do espaço figurativo grego. O sarcófago continua a ser um produto da esfera "privada", ligado a uma tradição oficinal muito específica e, por isso, os desenvolvimentos encontrados nas esculturas de sarcófagos são, por vezes, independentes daqueles que conhecemos na arte oficial, sobretudo a partir do início do século III.

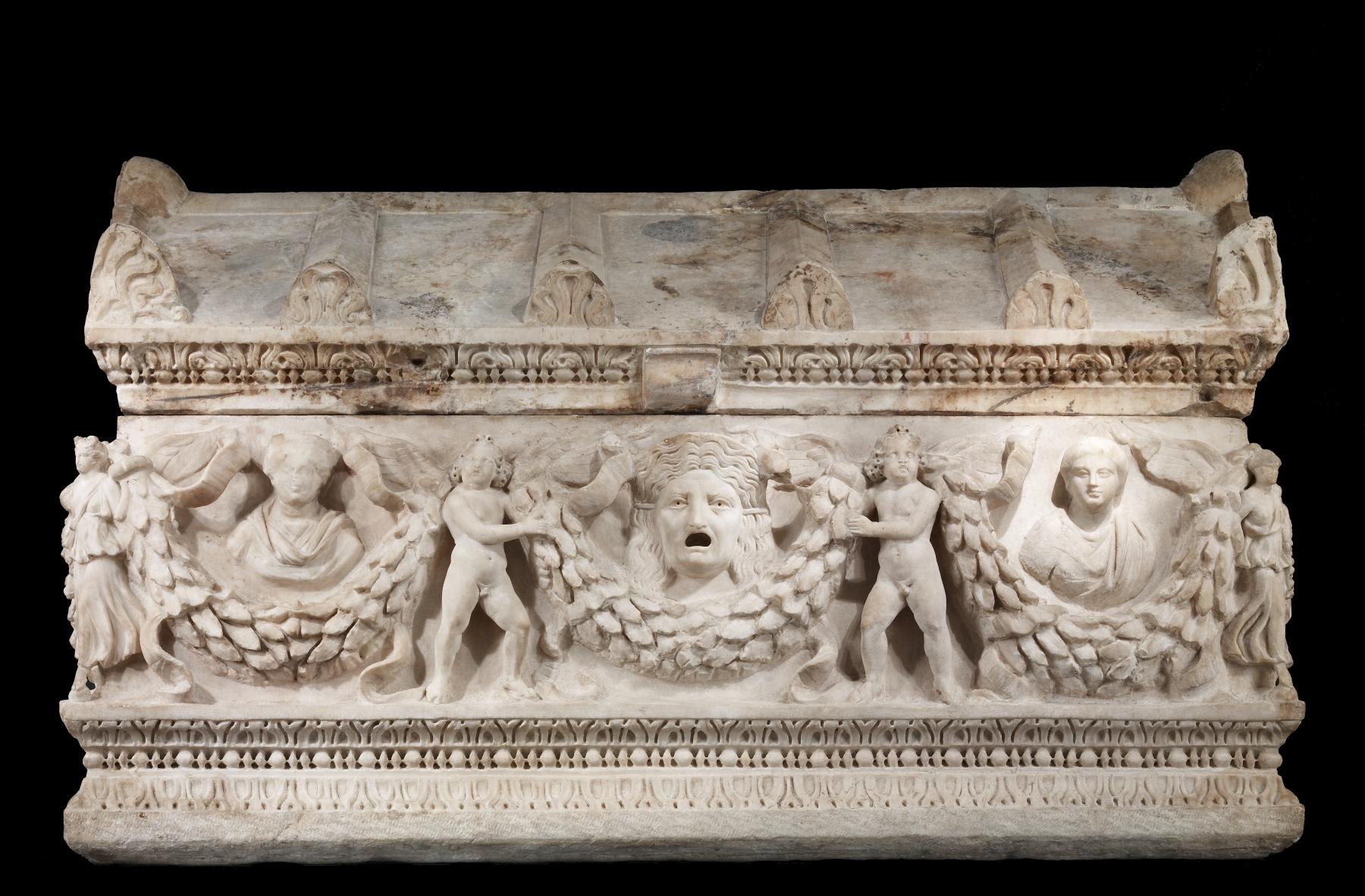
Sarcófago de guirlanda asiática, o tipo predominante durante os reinados de Trajano e Adriano (Museu de Arte Walters), datado entre 150 e 180, em mármore Dokimeion, provavelmente feito na Frígia e depois enviado para Roma. A tampa do telhado de duas águas exemplifica a tradição de guirlandas comum em altares e baús de cinzas. Ele também tem várias partes incompletas em seus quatro lados, sugerindo que o trabalho foi interrompido ou foi necessário em cima da hora.

São conhecidas duas grandes fábricas da década de 1320 do século III, que criaram um estilo totalmente “barroco” com grandes figuras e uniram duas linguagens artísticas: a romana com tendência para uma disposição centralizada e formação de nichos; o grego com grandes figuras e uma sensação de espaço. Esta fase na produção de sarcófagos continua até cerca de 240. Nas duas décadas seguintes, assistimos ao fenómeno denominado "classicismo galienico": são escolhidos temas e modelos clássicos, mas as formas tendem a perder corpo e volume, as características intrínsecas dos motivos antigos são negligenciadas em favor de uma expressão interiorizada e simbólica, anunciando assim a transição para a antiguidade tardia.
O maior e mais esplêndido dos sarcófagos romanos, o sarcófago Ludovisi com batalha (Museu Nacional Romano, Palazzo Altemps), relaciona-se com este momento de transição. A sua datação, controversa, flutua no espaço de uma década: com base no retrato do jovem general que reproduz as feições do falecido, foi proposto que seja atribuído a Hostiliano, filho do imperador Décio, que morreu em 251 d.C.
Após meados do século, as representações de filósofos e Musas tornam-se mais frequentes: o defunto é retratado como filósofo mesmo quando na realidade não o era, uma vez que as classes altas (especialmente os senadores) preferiam agora o simbolismo do homo spiritualis, até porque Gallieno retirou aos senadores qualquer prerrogativa no campo militar. Os filósofos já não se distinguem pelas características individuais como representantes das várias escolas, e a sua iconografia é já tal que poderá ser utilizada no futuro para as imagens dos apóstolos cristãos. Uma obra-prima desta série, no seu início antes de meados do século, é o lènos de Acilia no Museu Nacional Romano, no qual Bianchi Bandinelli vê o enterro encomendado para os pais do jovem Gordiano III (240-244). Outros sarcófagos neste estilo são o sarcófago Torlonia e o sarcófago Plotino (da época de Galiano, com uma dissertação de filósofos). De estilo mais plebeu, mas com fortes conotações retratísticas, está o chamado sarcófago de Annona, enquanto o sarcófago de Júlio Aquileu é um exemplo de temática bucólica e pastoril (ligada à alusão à vida paradisíaca no além) e de decoração em duplo registo, que se tornará frequente no século seguinte.
A maioria dos artefactos datáveis da segunda metade do século III são obra de oficinas romanas: em 276 a captura de Atenas pelos Hérulos determinou de facto o fim da actividade das oficinas atenienses, e no mesmo período as importações da Ásia Menor também cessaram.

## História

### Antes dos sarcófagos
As práticas de sepultamento por inumação e o uso de sarcófagos nem sempre foram o costume funerário romano preferido. Os etruscos e os gregos usaram sarcófagos durante séculos antes que os romanos finalmente adotassem a prática no século II. Antes desse período, os mortos geralmente eram cremados e colocados em baús de mármore ou altares de cinzas, ou eram simplesmente homenageados com um altar funerário que não projetado para conter restos cremados. Apesar de serem o principal costume funerário durante a República Romana, os cofres de cinzas e os altares funerários praticamente desapareceram do mercado apenas um século após o advento do sarcófago.